# 伴奏王
Bandzo（又稱：伴奏王）是可來音樂開發的在線音樂串流媒體服務，針對音樂學習者的練習，把每一首樂曲加入伴奏音樂MP3，將「智能樂譜」與「伴奏音樂」做同步化播放，提供音樂，結合「智能樂譜」與「伴奏音樂」，支援音軌同時與分軌播放功能。
線上發行歌曲包含古典樂、流行音樂、爵士樂、搖滾等數千首樂譜。

## 歷史
2012年，知名流行音樂製作人、流行鋼琴演奏家薛位山創辦可來音樂。
2013年10月，推出iOS版本，成為首款多種樂器及音樂領域設計的練習專用軟件。
2014年2月，推出Microsoft Windows版本，讓用戶能夠在更大的螢幕上操作。
2014年6月，開發音樂教學系統，打造數碼化的音樂學習模式。
2014年10月，成為MSI AIO電腦預載軟件。
2015年4月，音樂教學系統軟件建置完成，邀請臺灣樂手合作編寫樂器教材，開始與各大音樂教室拓展B2B業務。
2015年6月，大規模拓展與全球出版社的合作，簽訂的全球授權曲目已超過三萬首。
2015年10月，推出Android版本，建構更廣泛的使用平台。

## 支援

### 樂器
鋼琴／鍵盤
小提琴
中提琴
大提琴
低音提琴
電吉他
木吉他
爵士鼓
薩克斯風
電貝斯
人聲
長笛
單簧管
直笛
雙簧管
小喇叭
長號

## 功能
- 速度調整：Bandzo 2.0以上版本提供速度大幅改變的功能，最慢可調降至50%。
- 移調功能：移調（Transpose）功能，可將音樂任意轉調，同時維持原速度播放，調整範圍為-12－+12個半音。
- 調律切換：調律（Tune）功能，音樂播放調律可在440~443之間任意切換。
- 反覆段落：利用「手點樂譜」的功能，點擊樂譜上任意點作為反覆段落的起始與結束點 。
- 隨點即播：電子樂譜游標與音樂播放完全同步，手指輕觸在樂譜上想播放的任意位置，音樂便會立即跳至點選處開始播放。
- 節拍器：每一首曲子均可使用音樂節拍器輔助練習。
- 自動翻頁：自動翻頁跳至下一個頁面，包含樂譜上的反覆段落。

## 外部連結
- （英文）Bandzo全球（页面存档备份，存于）
- （简体中文）Bandzo中國大陸（页面存档备份，存于）
- （繁體中文）Bandzo台灣（页面存档备份，存于）